# Manuela Schwesig
Manuela Schwesig, född 23 maj 1974 i Frankfurt an der Oder i dåvarande Östtyskland, är en tysk socialdemokratisk politiker tillhörande Tysklands socialdemokratiska parti (SPD). Sedan den 4 juli 2017 är hon ministerpresident i förbundslandet Mecklenburg-Vorpommern, efter att dessförinnan den 2 juli ha valts till ordförande för Mecklenburg-Vorpommerns SPD-distrikt. Hon efterträdde Erwin Sellering på båda posterna.

## Biografi

### Karriär
Schwesig tog 1995 ekonomexamen från högskolan i Königs Wusterhausen och arbetade innan hon blev heltidspolitiker som skattehandläggare i Schwerin. 2004–2008 var hon ledamot för SPD i Schwerins stadsfullmäktige, 2007–2008 som gruppledare för SPD, innan hon blev aktiv på delstatsnivå. I Mecklenburg-Vorpommern var hon 2008-2011 social- och hälsominister och 2011-2013 arbetsmarknads-, jämställdhets- och socialminister i Erwin Sellerings delstatsregeringar. 2009 valdes hon till en av fem vice partiordförande för federala SPD. Från 2011 var hon ledamot av Mecklenburg-Vorpommerns lantdag. 
Schwesig var därefter mellan 17 december 2013 och 2 juni 2017 Tysklands minister för familje-, äldre-, kvinno-, och ungdomsfrågor i Angela merkels tredje regering. 
I juni 2017 lämnade hon förbundsregeringen för att istället kandidera till partidistriktsordförande och Mecklenburg-Vorpommerns ministerpresident. I valet i delstaten 2021 fick hennes parti 39,6% av rösterna och Schwesig omvaldes som ministerpresident den 15 november 2021.

### Familj och privatliv
Hon är gift och har två barn